# إجاص سوري
الإجاص السوري (باللاتينية: Pyrus syriaca) نوع نباتي من جنس الإجاص من الفصيلة الوردية.

## الموئل والانتشار
موطنه بلاد الشام وتركيا وقبرص.